# Listemus acuminatus
Listemus acuminatus är en skalbaggsart som först beskrevs av Mannerheim 1852.  Listemus acuminatus ingår i släktet Listemus och familjen kulbaggar. Inga underarter finns listade i Catalogue of Life.